# Алі Ашфак
Алі Ашфак (мальд. އަލީ އަޝްފާގު, нар. 6 вересня 1985, Мале) — мальдівський футболіст, нападник клубу «Супер Юнайтед», а також національної збірної Мальдівських островів. Відомий за виступами в низці мальдівських та закордонних клубів. Алі Ашфак є найкращим бомбардиром збірної Мальдівських островів за всю її історію (58 забитих м'ячів), та одним із рекордсменів за кількістю проведених матчів за збірну (98 матчів).

## Клубна кар'єра
Алі Ашфак народився 1985 року в місті Мале, та є вихованцем юнацьких команд футбольних клубів «Маджеедіджа Скул» та «Валенсія» (Мале). У дорослому футболі дебютував 2002 року виступами за команду «Валенсія» (Мале), в якій провів 3 сезони, зігравши у 55 матчах чемпіонату, та відзначався надзвичайно високою результативністю, забиваючи в іграх чемпіонату в середньому більше одного гола за матч (61 м'яч). У 2006—2007 році футболіст перейшов до іншого мальдівського клубу «Нью Радіант», де також відзначався високою результативністю, забивши 16 голів у 22 матчах.
У 2007 році Алі Ашфак перейшов до брунейського клубу ДПММ, ставши таким чином першим мальдівським легіонером в історії, проте в цьому клубі він провів лише 7 матчів, та відзначився 2 забитими м'ячами. Незабаром футболіст повернувся на батьківщину, де став гравцем клубу «Адду ВБ», у якому відновив свою попередню результативність, за 3 роки відначившись у 48 матчах 61 забитим м'ячем. Далі Ашфак грав у складі клубу «Нью Радіант», де знову мав дуже високий показник результативності (52 м'ячі у 36 матчах). У 2014 році футболіст перейшов до малайзійського клубу ПДРМ, де також мав високі показники результативності (32 забиті м'ячі у 48 матчах). У 2016—2017 роках Ашфак грав у складі клубу «Мазія», а в 2017—2018 роках знову у складі клубу «Нью Радіант», де також відзначався високою результативністю.
У 2018 Алі Ашфак став гравцем клубу «Ті-Сі Спортс», а в 2019—2019 роках грав у клубі «Грін Стрітс», де також мав результавність більшу за 1 гол за матч. У 2020 році футболіст знову грав у складі клубу «Ті-Сі Спортс», а вже до кінця року знову став гравцем «Валенсії» (Мале), де грав до кінця 2021 року. У 2022 році Ашфак грав у складі клубу «Іглс» (Мале). З початку 2023 року футболіст грає у складі клубу «Супер Юнайтед».

## Виступи за збірні
У 2003 році Алі Ашфак дебютував у складі національної збірної Мальдівських островів. У складі збірної він у 2008 році став переможцем чемпіонату федерації футболу Південної Азії. У складі збірної на початок 2024 року зіграв 98 матчів, у яких відзначився 58 забитими м'ячами.
Протягом 2002—2010 років Алі Ашфак залучався до складу молодіжної збірної Мальдівських островів. У посиленому складі молодіжної збірної Ашфак брав участь у турнірах Азійських ігор 2002, 2006 і 2010 років. На молодіжному рівні зіграв у 7 офіційних матчах, забив 2 голи.